# شهرستان میدلسکس (ماساچوست)
شهرستان میدلسکس، ماساچوست (به انگلیسی: Middlesex County, Massachusetts) یک شهرستان در ایالات متحده آمریکا است که در ماساچوست واقع شده‌است.

## خصوصیات
شهرستان میدلسکس ۲٬۱۹۶٫۳۲ کیلومترمربع مساحت دارد.